# مدیحه‌ای برای مصنوع خودرو
مدیحه‌ای برای مصنوع خود-رو (انگلیسی: A Psalm for the Wild-Built)،
که در فارسی با عنوان بازیافتی وحشی نیز ترجمه شده است،
رمانی کوتاه در سبک سولارپانک است که نویسندهٔ آمریکایی بکی چمبرز آن را نوشته و تور بوکز در ۱۳ ژوئیه ۲۰۲۱ آن را به چاپ رسانده است.
این اثر نخستین کتاب در مجموعهٔ راهب و ربات است.
مدیحه‌ای برای مصنوع خود-رو در سال ۲۰۲۲ برنده جایزه هوگو شد.

## پیرنگ
بر روی قمری مسکون به نام اسم پانگا، ربات‌ها و هوش مصنوعی نقش محوری در جامعه انسانی توسعه یافته و صنعتی داشتند. اما چند صد سال پیش ربات‌ها جامعه انسانی را رها کردند و به طبیعت پناه بردند. انسان‌ها که نمی‌توانستند بدون ربات‌ها و هوش مصنوعی کارخانه‌های پیچیده و اتوماتیک خود را اداره کنند به سبک زندگی پایدار سولارپانک روی آوردند و تمدن جدید خود را بر پایهٔ جوامع کوچک و کشاورزی مزرعه‌ای بنا کردند.
در داستان دکس، که راهبی با جنسیت کوئیر است، از جوامع مختلف قسمت آدم‌نشین پانگا بازدید می‌کند و با چای دادن به هر کدام از روستاییان تلاش می‌کند تا شبهات و نگرانی‌های آنان را برطرف کند. یک روز دکس مسیر روتین خود را عوض می‌کند و در راه با یک ربات مواجه می‌شود، اتفاقی که برای صدها سال نیفتاده بود. این ربات که «قارچ کلاه‌پارچه‌ای خالدار باشکوه» نام دارد با دکس همراه می‌شود و به او کمک می‌کند که صومعه‌ای رهاشده در طبیعت را پیدا کنند. دکس و قارچ کلاه‌پارچه‌ای هر دو در پی یافتن پاسخ این سوالند که «آدم‌ها از زندگی چه می‌خواهند؟»

## درون‌مایه
داستان کتاب در دنیایی به پانگا می‌گذرد که در فرایند بازگردانی طبیعت وحشی قرار دارد. روایت همچنین نمایشگر زندگی مستقل انسان‌ها و ربات‌ها از یکدیگر است و درون‌مایه‌هایی همچون ازدیاد جمعیت و استفاده بی‌رویه از نفت و همچنین مسائل مربوط به روان‌درمانی و هدف از زندگی در آن دیده می‌شود.

## یادداشت
1. ↑  Panga
2. ↑  Dex
3. ↑  Splendid Speckled Mosscap